# 庫拉倫
庫拉倫（西班牙語：Curarén），是洪都拉斯的城鎮，位於該國中部，由弗朗西斯科-莫拉桑省負責管轄，始建於1889年，面積311.63平方公里，海拔高度701米，2001年人口17,064，人口密度每平方公里54.76人。
13°51′0″N 87°32′0″W / 13.85000°N 87.53333°W